# MTV Unplugged (album de Shakira)
Pour les articles homonymes, voir MTV Unplugged (homonymie).
Albums de Shakira
¿Dónde están los ladrones?
(1998) Laundry Service
(2002)
Singles
MTV Unplugged est un album live de Shakira enregistré à New York en 1999. Il est sorti le 29 février 2000.
Tous les morceaux proviennent de l'album ¿Dónde están los ladrones? mais il manque le titre Que Vuelvas qui figure sur cet opus. No Creo, Moscas en la Casa, Dónde Están los Ladrones et Ojos Así furent les singles pour la promo. Il y a aussi un DVD pour ce live qui n'est sorti qu'en 2002.

## Titres
| 1.    | Intro / Octavo día         | 6:21 |
| 2.    | Si te vas                  | 3:38 |
| 3.    | ¿Dónde están los ladrones? | 3:33 |
| 4.    | Moscas en la casa          | 3:53 |
| 5.    | Ciega, sordomuda           | 4:10 |
| 6.    | Inevitable                 | 3:39 |
| 7.    | Estoy aquí                 | 4:59 |
| 8.    | Tú                         | 5:23 |
| 9.    | Sombra de ti               | 4:07 |
| 10.   | No creo                    | 4:08 |
| 11.   | Ojos así                   | 6:49 |
| 50:33 |                            |      |